# Râul Băieșu
Râul Băiețu este un curs de apă, afluent al râului Cristur. 